# Anantiosodon rarus
Anantiosodon rarus és una espècie extinta de mamífer cingulat de la família dels peltefílids que visqué a Sud-amèrica durant el Miocè, fa entre 16,3 i 17,5 milions d'anys. Se n'han trobat restes fòssils a la província argentina de Santa Cruz. Es tracta de l'única espècie del gènere Anantiosodon. Hi ha dubtes sobre la seva validesa taxonòmica. El nom genèric Anantiosodon significa ‘sense dents oposades’ i possiblement es refereix a les dents no conservades de l'holotip.